# Листопад в пору лета
Листопад в пору лета (азерб. Yay Gününün Xəzan Yarpaqları) — советский фильм 1986 года.

## Сюжет
Талантливый педагог Шамси приезжает в труднодоступное горное селение Дашдатюк, где становится директором местной школы. Переживая за то, с какими знаниями учащиеся выйдут из школы, он накануне окончания школьных занятий решает провести директорскую контрольную, что вызывает протесты как родителей так и начальства. Ему удаётся оказать огромное нравственное влияние на учащихся и остаться при своём намерении, но какой ценой ему стоит это сделать, когда наперекор герою фильма идёт собственная семья.

## В ролях
- Сиявуш Аслан — Шамси
- Фирангиз Шарифова
- Ашраф Кулиев — Муса
- Шахмар Гарибов — Казым
- Яшар Нури — Ризван
- Эльчин Эфендиев — Ялчин
- Айгюль Исмаилова — Гюльчохра
- Эльнур Мамедов — Курбан
- Натиг Абдуллаев — Шахрияр
- Рафаэль Дадашев — инспектор РОНО
- Гаджи Исмайлов — бухгалтер
- Наджиба Гусейнова— Наргиз
- Рафик Керимов — Латиф

- Амина Юсиф кызы — Фируза
- Гамбар Юсифов — Исфандияр